# Guillermo Martínez González
Guillermo Martínez González (La Plata, 11 maggio 1952 – Bogotà, 26 settembre 2016) è stato un poeta, saggista, editore e libraio colombiano.

## Biografia
Fin dalla sua infanzia, Guillermo Martínez González risentì della forte influenza estetica dei suoi nonni paterni,  la poetessa Matilde Espinosa di Pérez, e il pittore payanés Efraim Martínez.
Laureato in Filosofia e Lettere, svolse la professione di libraio ed editore fino alla sua morte.
Pubblicò libri di poesie Declaración de amor a las ventanas (1980), Diario de Media noche y otros textos (1984) e la selezione annotata di poemi Marx y los poetas  (1984), Puentes de Niebla (1987), El Bosque de los Bambúes (traduzioni di poesie cinesi del 1988), Mitos del Alto Magdalena  (1990), Lu Xu, Poemas (traduzioni del 1990), El Árbol puro del río (1994).
In qualità di Direttore del Liceo Huilense di Cultura, nel 1987, portò a termine una serie di eventi per la promozione dei valori culturali del dipartimento colombiano.
Svolse il ruolo di professore di letteratura ispano-americana, oltre che porsi al capo della direzione Trilce Editori e della rivista letteraria "Pretextos".
Nel 1990 sostituì l'artista Fernando Granda come consulente linguistico della rivista China Hoy, a Pechino, incarico che poi lasciò nelle mani del poeta Harold Alvarado Tenorio, quando ritornò nel suo paese nel 1991.
Nel 2000 partecipò alla serie di attività El Libro de las Celebraciones, della Corporación Otra Parte, con la conferenza
Luis Vidales y Suenan timbres.
Ha pubblicato vari libri di versioni di poeti cinesi, in particolare Wang Wei, Lu Xin, Li Po, ecc.
Nel 1993 ottenne una borsa di studio per le sue creazioni poetiche,  Francisco de Paula Santander, del Liceo Colombiano di Cultura, con il libro Tres Poetas de Lengua Inglesa (traduzioni di W.B. yeats, Theodore Roethke e Kenneth Patchen).
La sua opera apparse in varie antologie della poesia colombiana e anche all'infuori di essa.

## Critica
“Con la figura di Guillermo Martínez González si apre una spettacolare opportunità poetica perché lui partì dalla serietà poetica mentre gli altri partirono dall'effetto poetico lasciando nella conca dei sogni la causa. La sua poesia credo che sia una risposta in questo momento dove molti poeti stanno sottovalutando la chiarezza che deve avere il linguaggio e questo li condurrà irrimediabilmente alla rovina letteraria, annunciava Álvaro Bejarano nella Dichiarazione d'amore alle finestre (1980). E non era un apprezzamento affrettato in quanto la sua poesia continua ad avere la stessa chiarezza e vale la pena imbattersi con questi versi che sono stati scritti con la stessa allegria di un giorno di estate". 
Milcíades Arévalo nel Posto di Combattimento.

## Opere
- 1980. Dichiarazione di amore alle finestre
- 1984. Diario di Mezza notte e altri testi
- 1984. Marx e i poeti selezione annotata di poemi,
- 1987. Ponti di Nebbia
- 1988. La Foresta di Bambù. Traduzioni di poesia cinese
- 1990. Miti dell'Alto Magdalena
- 1990. Lu Xu, Poemi
- 1993. Tre Poeti di Lengua Inglese (traduzioni di W.B. yeats, Theodore Roethke e Kenneth Patchen.
- 1994. L'Albero puro del fiume.Bogotá, 1994